# SOCRATES (оцінка болю)
SOCRATES(англ.) — медичний мнемонічний акронім, що використовують екстрені медичні служби, лікарі, медсестри та інші медичні працівники для оцінки характеру болю, який відчуває пацієнт.

## Застосування
SOCRATES використовується, щоб отримати уявлення про стан пацієнта щодо болю, та дозволити медичному персоналу розробити план боротьби з ним. Це може бути корисно для розмежування ноцицептивного болю від невропатичного болю.

## Недоліки
SOCRATES зосереджується лише на фізичних наслідках болю та ігнорує соціальні та емоційні його наслідки.

## Процедура
| Лист | Аспект                                                             | Приклади запитань                                                                                       |
| ---- | ------------------------------------------------------------------ | --- |
| S    | Site Сайт (розташування)                                           | Де біль? Або місце максимального болю.                                                                  |
| О    | Onset Початок                                                      | Коли почався біль? Початок був раптовим чи поступовим? Є прогресія чи регресія болю?                    |
| C    | Character Характер                                                 | Біль? Який біль? Пронизливий?                                                                           |
| R    | iRadiation Випромінювання                                          | Іррадіація болю куди?                                                                                   |
| A    | Associations Асоціації(пов'язаність)                               | Будь-які інші ознаки або симптоми, пов'язані з болем?                                                   |
| Т    | Time course Часовий курс                                           | Чи біль дотримується якоїсь моделі? (наприклад, наростає, зменшується, циркулює, не змінюється з часом) |
| Е    | Exacerbating / relieving factors Загострення / полегшення факторів | Чи щось змінює біль?                                                                                    |
| S    | Severity Серйозність (важкість)                                    | Наскільки поганий біль?                                                                                 |

## Історія
SOCRATES використовується медичними працівниками не завжди повністю та добре. Хоча оцінка болю зазвичай охоплює багато або більшість аспектів, вона рідко містить усі 8 аспектів.

## Дивитися також
- History of the present illness[en]
- Анамнез
- OPQRST
- FLACC шкала